# Allsvenskan 2000
L'edizione 2000 del campionato di calcio svedese (Allsvenskan) vide la vittoria finale dell'Halmstads BK.
Capocannoniere del torneo fu Fredrik Berglund (Elfsborg), con 18 reti.

## Classifica finale
|    | Classifica      | G  | V  | N  | P  | GF | GS | Diff | Punti |
| -- | --------------- | -- | -- | -- | -- | -- | -- | ---- | ----- |
| 1  | Halmstad        | 26 | 16 | 4  | 6  | 47 | 24 | +23  | 52    |
| 2  | Helsingborg     | 26 | 14 | 4  | 8  | 51 | 30 | +21  | 46    |
| 3  | AIK             | 26 | 13 | 6  | 7  | 38 | 30 | +8   | 45    |
| 4  | IFK Göteborg    | 26 | 12 | 8  | 6  | 46 | 33 | +13  | 44    |
| 5  | Elfsborg        | 26 | 13 | 4  | 9  | 43 | 37 | +6   | 43    |
| 6  | Trelleborg      | 26 | 10 | 8  | 8  | 30 | 28 | +2   | 38    |
| 7  | Örgryte         | 26 | 11 | 4  | 11 | 32 | 32 | 0    | 37    |
| 8  | Hammarby        | 26 | 10 | 6  | 10 | 34 | 38 | -4   | 36    |
| 9  | IFK Norrköping  | 26 | 8  | 11 | 7  | 40 | 31 | +9   | 35    |
| 10 | Örebro          | 26 | 9  | 6  | 11 | 44 | 40 | +4   | 33    |
| 11 | GIF Sundsvall   | 26 | 7  | 8  | 11 | 34 | 42 | -8   | 29    |
| 12 | Häcken          | 26 | 4  | 13 | 9  | 40 | 52 | -12  | 25    |
| 13 | GAIS            | 26 | 4  | 8  | 14 | 26 | 43 | -17  | 20    |
| 14 | Västra Frölunda | 26 | 3  | 6  | 17 | 17 | 62 | -45  | 15    |

## Spareggio salvezza/promozione
Allo spareggio salvezza/promozione vennero ammesse la dodicesima classificata in Allsvenskan (BK Häcken) e la terza classificata in Superettan (Mjällby AIF).
|         | Risultati       |         | Luogo e data                |
| ------- | --------------- | ------- | --------------------------- |
| Mjällby | 3 - 2           | Häcken  | Sölvesborg, 8 novembre 2000 |
| Häcken  | 3 - 2 (6-4 dtr) | Mjällby | Göteborg, 12 novembre 2000  |
|         |                 |         |                             |

## Verdetti
- Halmstads BK campione di Svezia 2000.
- GAIS e Västra Frölunda IF retrocesse in Superettan.